# Andrei Cuculici
Andrei Cuculici, född den 13 december 1983 i Babadag, Rumänien, är en rumänsk kanotist.
Han tog bland annat VM-guld i C-4 1000 meter i samband med sprintvärldsmästerskapen i kanotsport 2011 i Szeged.